# Diadegma moraguesi
Diadegma moraguesi là một loài tò vò trong họ Ichneumonidae.